# Glandulocauda
Genre
Glandulocauda est un genre de poissons téléostéens de la famille des Characidae et de l'ordre des Characiformes.

## Liste d'espèces
Selon FishBase (10 juin 2015):
- Glandulocauda caerulea Menezes & Weitzman, 2009
- Glandulocauda melanopleura (Ellis, 1911)